# 山崎竜太郎
山崎 竜太郎（やまさき りゅうたろう、2002年1月21日 - ）は、日本の俳優である。兵庫県 神戸市出身。トライストーン・エンタテイメント所属。

## 出演

### テレビドラマ
- 土曜プレミアム我はゴッホになる!（2008年10月25日、フジテレビ）
- まいど238号（2010年3月20日、NHK） - 三柳文也（幼少） 役
- 犬を飼うということ〜スカイと我が家の180日〜（2011年、テレビ朝日） - 本郷大 役[1]
- ドラマスペシャル 火車（2011年11月5日、テレビ朝日） - 本間智 役
- ステップファザー・ステップ（2012年、TBS）
- 運命の人（2012年、TBS） - 弓成純二 役
- 背の眼（2012年、BS日テレ） - 溝之木亮平 役
- ハンチョウ〜警視庁安積班〜 第9話（2012年、TBS） - 秋葉悠馬 役
- 月曜ゴールデン「世田谷駐在刑事」 （2012年6月18日、TBS） - 小林修平 役
- ドラマ10 シングルマザーズ（2012年、 NHK） - 上村涼太（少年期） 役
- G1 DREAM（2013年2月2日、BSフジ） - 川原隆（少年期） 役
- 潜入探偵トカゲ（2013年4月18日 - 6月20日、TBS） - 織部透（少年期） 役
- チーム・バチスタ4 螺鈿迷宮 第6話（2014年2月11日、関西テレビ） - 高木隆晴 役
- 連続テレビ小説 花子とアン（2014年4月、NHK） - 安東吉太郎（幼少期） 役
- 月曜ゴールデン「世田谷駐在刑事2」 （2014年4月7日、TBS） - 小林修平 役
- 月曜ゴールデン「芸者弁護士 藤波清香」（2014年6月23日、TBS） - 藤波公平 役
- 大河ドラマ 花燃ゆ（2015年、NHK） - 高杉晋作（幼少期） 役
- デート〜恋とはどんなものかしら〜 第7・8・10話（2015年、フジテレビ） - 谷口巧（少年期） 役
- アイムホーム 第5話（2015年5月14日、テレビ朝日） - 家路明 役
- リスクの神様 第2話（2015年7月15日、フジテレビ） - 麻生勇人 役
- 土曜ドラマ 破裂 第1話（2015年10月10日、NHK） - 香村鷹一郎（少年期） 役
- きんぴか （2016年、WOWOW）
- 3人のシングルマザー〜すてきな人生逆転物語〜「おかんのために」（2020年10月1日、フジテレビ） - 前原光司 役
- ガンダムビルドリアル（2021年6月18日 - 、BS11・TOKYO MX） - 主演・鈴木ヒロ 役
- ソロモンの偽証（2021年10月3日 - 、WOWOW） - 増井望 役
- ムショぼけ（2021年10月3日 - 、朝日放送テレビ・テレビ神奈川） - カイト 役
- 未来への10カウント 第6話・第7話（2022年5月19日・26日、テレビ朝日）- 澤健一郎 役
- ああ、ラブホテル 〜秘密〜 最終話「あああ、ラブホテル」（2023年7月14日、WOWOW） - 若かりし日のケンシロウ 役[2]
- OZU 〜小津安二郎が描いた物語〜 第4話「淑女と髯」（2023年12月3日、WOWOW）[3]
- 量産型ルカ -プラモ部員の青き逆襲-（2025年7月4日 - 、テレビ東京） - 向井渉 役[4]
- スティンガース 警視庁おとり捜査検証室 第2話（2025年7月29日、フジテレビ） - 蓮田海斗 役

### 映画
- 私は貝になりたい（2008年11月22日、東宝）
- K-20 怪人二十面相・伝（2008年12月20日、東宝）
- のんちゃんのり弁（2009年9月26日、キノフィルムズ）
- さらば愛しの大統領（2010年11月6日、アスミック・エース）
- おかえり、はやぶさ（2012年3月10日、松竹）
- 今日、恋をはじめます（2012年12月8日、東宝） - 椿涼汰（少年期） 役
- 中学生円山（2013年5月18日、東映） - レオ 役
- すべては君に逢えたから（2013年11月22日、ワーナー・ブラザース映画） - 宮崎幸治 役
- 闇金ウシジマくん Part3（2016年9月、東宝）
- デスノート Light up the NEW world（2016年10月、ワーナー・ブラザース映画） - 竜崎（少年期） 役
- 草の響き（2021年10月8日） - 鈴木修太 役
- そして、バトンは渡された（2021年10月29日、ワーナー・ブラザース映画） - 浜坂 役
- 桜色の風が咲く（2022年11月14日、ギャガ） - 山本正人 役
- OUT（2023年11月17日、KADOKAWA） - 今井啓二 役[5]
- 青春ジャック 止められるか、俺たちを2（2024年3月15日、若松プロダクション）[6]
- カーリングの神様（2024年11月8日、ラビットハウス） - 清水幹太 役[7][8]
- YOUNG & FINE（2024年、クロックワークス）- 小田 役[9]

### Webドラマ
- 女神のイタズラ〜キミになったボク（2011年3月20日 - 、BeeTV） - 拓海 役
- ガンダムビルドリアル（2021年3月29日 - 、YouTube） - 主演・鈴木ヒロ 役[10]
- ギヴン（2021年7月17日 - 、FOD）- 板谷翔吾 役
- 私たちの精密学校（2024年5月15日 - 、BUMPドラマ） - 主演・夢矢ユウキ 役

### CM
- サンスター文具つくえでらくがきんちょ 炎神戦隊ゴーオンジャー（2008年）
- 清水建設（2008年）
- 東京ディズニーランド（2008年）
- パルシステム（2008年）
- 児童英検（2010年）
- 阿部蒲鉾（2010-2012年）
- 味の素 勝ち飯 WEB（2018年）
- NTTドコモ WEB限定ムービー『カンナとミナミの卒業』（2020年）
- P&G ボールド ジェルボール『ママのメモ』篇（2020-2021年）
- ワコール『Wing teen』WEB CM（2021年）
- 任天堂 『あつまれ どうぶつの森 × Nintendo Switch 2021春』（2021年）
- 任天堂 『Nintendo Switch 2021-2022冬 TVCM4』（2021-2022年)
- Visa デビット『お弁当篇』WEB CM（2022年）
- 東京ガスネットワークCM『ガスメーターの歌篇』（2022年）
- SUUMO『スーモの森～物が多くても大丈夫～物多太郎さん篇』WEB CM（2022年）
- テレビ朝日『未来をここからプロジェクト2022～セリフ篇』（2022年）
- 全農あきた『あきたこまちCM2022』（2022年）
- DHC『パーフェクトサプリ　そのついついに』篇（2024年）
- JT『鬼のゆく道 茶屋』篇（2025年）

### MV・PV
- BLUE ENCOUNT『ユメミグサ』（2020年9月2日）
- 乃木坂46 27thシングル 齋藤飛鳥 個人PV「ラブ・ストーリーは凸電に」（2021年6月9日）
- 壱タカシ『知った』（2021年10月27日）
- RADWIMPS『MAKAFUKA』（2021年11月5日）
- Aimer『オアイコ』（2022年8月22日）

### その他
- Honda Dream（二輪）『免許取得応援キャンペーン』（2020年）[11]